# كوم أدريجة
قرية كوم أدريجة هي إحدى القرى التابعة لمركز الواسطى في محافظة بني سويف في جمهورية مصر العربية. حسب إحصاءات سنة 2006، بلغ إجمالي السكان في كوم أدريجة 7809 نسمة، منهم 4167 رجل و3642 امرأة.